# アートミック
有限会社アートミック（英: ARTMIC）は、かつて存在した日本のアニメ制作会社。
社名は「ART-Modern Ideologist for Creation」の頭字語。

## 略歴
タツノコプロなどでプロデューサーを務めていた鈴木敏充が、独立後の1978年に設立。1980年に社名を「ウィズコオポレイション」とするが、翌年にはアートミックに戻す。なお、本社は1995年12月時点で東京都武蔵野市吉祥寺本町1丁目28番3号に所在していた（この時点で、アートミック本社が入居していた「ジャルダン吉祥寺」は、2020年3月現在においても現存している）。
SF、メカ物を中心に企画・制作・デザイン・プロデュースなど多方面で活動し、玩具やガレージキット、広告モデルなど立体製作にも関わった。柿沼秀樹、荒牧伸志らのメカニック（変形ロボット、パワードスーツ）や園田健一の活発な少女キャラクターを売りに、1980年代後半のOVA興隆期を牽引。特に『メガゾーン23』はアニメとして当時記録的な販売成績を残し、「メカと美少女」というOVA市場の流行を決定付けた。
しかし1990年代は新たなヒット作に恵まれず、バブル崩壊以降の資金繰りの悪化、OVA『ガルフォース・ザ・レボリューション』の営業的失敗で1997年に倒産。アニメ事業は少ないながらも最後まで黒字だったが投資の失敗、鈴木ほかスタッフの交際費（遊興費）による負債に耐えきれず、黒字ゆえ通常の倒産手続きに移行できす、鈴木は表舞台から隠遁した。手掛けた作品の版権の多くは、AICに引き取られた。

## 主な作品

### テレビアニメ
| 開始年 | 放送期間         | タイトル             | 監督         | アニメーション プロデューサー | 備考                                                   |
| ------ | ---------------- | -------------------- | ------------ | ----------------------------- | ------------------------------------------------------ |
| 1983年 | 10月 - 1984年3月 | 機甲創世記モスピーダ | 山田勝久     | 岩田弘 由井正俊               | 企画、アニメーション制作：タツノコプロ                 |
| 1984年 | 2月 - 6月        | 超攻速ガルビオン     | 鴫野彰（総） | 佐久間敏郎                    | タイトルロゴのデザイン、アニメーション制作：国際映画社 |

### 劇場アニメ
| 公開年 | タイトル        | 監督     | 備考                   |
| ------ | --------------- | -------- | ---------------------- |
| 1982年 | オズの魔法使い  | 高山文彦 | ウィズコオポレイション |
| 1982年 | テクノポリス21C | 松本正志 | ウィズコオポレイション |

### OVA
| 発売年 | タイトル                                | 監督                                | アニメーション プロデューサー | 備考                                               |
| ------ | --------------------------------------- | ----------------------------------- | ----------------------------- | -------------------------------------------------- |
| 1985年 | メガゾーン23                            | 石黒昇                              | 三浦亨                        | 共同制作：アートランド                             |
| 1985年 | 機甲創世記モスピーダ LOVE, LIVE, ALIVE  | N/A                                 | N/A                           |                                                    |
| 1986年 | メガゾーン23 PART II 秘密く・だ・さ・い | 板野一郎                            | 三浦亨                        | 共同制作：AIC、アートランド                        |
| 1986年 | ガルフォース                            | 秋山勝仁                            | N/A                           | -1989年、共同制作：AIC、アニメイトフィルム         |
| 1986年 | ウォナビーズ                            | 長谷川康雄                          | 三浦亨                        | 共同制作：AIC、アニメイトフィルム                  |
| 1987年 | バブルガムクライシス                    | 秋山勝仁 大張正己 高山文彦 合田浩章 | 渡辺欽哉 八重垣孝典           | -1991年、共同制作：AIC                             |
| 1987年 | 破邪大星ダンガイオー                    | 平野俊弘                            | 三浦亨 鈴木敏充               | -1989年、共同制作：AIC                             |
| 1987年 | メタルスキンパニック MADOX-01           | 荒牧伸志                            | 榎本歩光 柳田滋夫 内山秀二    | 共同制作：AIC                                      |
| 1988年 | ドラゴンズヘブン                        | 小林誠                              | N/A                           | 共同制作：AIC                                      |
| 1988年 | 冥王計画ゼオライマー                    | 平野俊弘                            | 鈴木敏充                      | -1990年、タイトルデザイン、アニメーション制作：AIC |
| 1989年 | MEGAZONE23 III                          | 荒牧伸志 八谷賢一                   | 内山秀二                      | 共同制作：AIC                                      |
| 1989年 | ライディングビーン                      | 長谷川康雄                          | 三浦亨                        | 共同制作：AIC                                      |
| 1990年 | 戦国武将列伝 爆風童子ヒッサツマン       | 笹川ひろし                          | 内山秀二                      |                                                    |
| 1991年 | バブルガム・クラッシュ!                 | 石踊宏 福島宏之                     | 栫裕 渡辺秀信                 | 制作協力：アートランド、ダーツ                     |
| 1992年 | 創世機士ガイアース                      | 北爪宏幸 荒牧伸志 大関雅幸 大庭秀昭 | 栫裕 八島基彰 隈部昌二        |                                                    |
| 1994年 | GATCHAMAN                               | 福島宏之                            | 大倉宏俊                      |                                                    |
| 1994年 | ジェノサイバー 虚界の魔獣               | 大畑晃一                            | 荒牧伸志                      | 制作協力：アートランド                             |
| 1995年 | POWER DoLLS〜オムニ戦記2540             | 富永恒雄                            | 福島宏之                      |                                                    |
| 1995年 | 美少女遊撃隊バトルスキッパー            | 渡部高志                            | 福島宏之                      | 制作協力：東京キッズ                               |
| 1996年 | GALL FORCE THE REVOLUTION               | 福島宏之                            | N/A                           | -1997年、共同制作：アートランド、ダーツ            |

### ゲーム
| 年     | タイトル        | 開発元       | 備考                                           |
| ------ | --------------- | ------------ | ---------------------------------------------- |
| 1989年 | ヘルファイアーS | 東亜プラン   | デザインPCエンジン用ソフト                     |
| 1994年 | ガンバード      | 彩アート京都 | アニメーション製作、シューティングゲーム       |
| 1995年 | ステラアサルト  | セガ         | メカニックデザイン、SEGA スーパー32X対応ソフト |

### 特撮テレビドラマ
- PHOTON（日米合作、en:Photon (TV show)）

### 工業品
- 銀河の鷲 メガロ・ザマック（企画・メカニックデザイン）※今井科学のプラモデル
- ロボダッチ（小澤さとるに継ぎキャラクターデザイン）※今井科学のプラモデル
- 機甲虫隊ビートラス（企画・デザイン）※玩具はタカトクトイス、プラモデルは今井科学から発売
- モノクラフト（自社キャラクターのガレージキットブランド、LARK（現：WAVE）と共同製作）

## 主なスタッフ
鈴木敏充
代表取締役。タツノコプロ時代は『ヤッターマン』・『とびだせ!マシーン飛竜』などのプロデュースを手がける。企画・プロデュースの他にアニメ作品の原作や脚本、ノベライズを手がけた。最もその異才ぶりを示したのはイラストレーターとしてであり、今井科学の専務取締役と親族関係〔伯父または叔父と甥の間柄〕であることから依頼を受けた『超時空要塞マクロス』や自社企画作品『銀河の鷲 メガロ・ザマック』・『機甲虫隊ビートラス』・『機甲創世記モスピーダ』のプラモデルのパッケージアートでその実力を知らしめた。イラストレーターとしては日本国内以上に日本国外で高く評価されていた様で、日本国外の模型メーカーなどから専属としての招聘があった際はかなり高額の成果報酬保証〔ギャランティー〕を提示されたという逸話がある。
本名は鈴木敏道。アートミック倒産後の活動については不明だが、彼の実子〔息子〕なる者のTwitter上の実父死亡告知によれば、「（2020年を遡り）ここ数年は絵描きとして収入を得ていたようです。」との発言があり、2020年1月末に他界したと報告され、後述の宮尾岳のTwitterによれば、2020年初頭に死去したという。
柿沼秀樹
メカニックデザイナー、脚本家、小説家。メカデザイナーとしての代表作は『機甲創世記モスピーダ』の敵・インビット側メカデザインや当時渡米していた荒牧に代わり、担当した『メガゾーン23』のクリンナップなど。これらの仕事の後、徐々に脚本や小説の執筆といった著述方面へとメインの仕事をシフトしていった。原作や脚本を担当した『ガルフォース』と『デトネイター・オーガン』では自らメカデザインも兼任している。
現在は自身が代表の企画会社ダーツに所属。『ジャンクフォース』シリーズなどを小説やコミックで送り出す一方、雑誌や書籍の編集および記事の執筆でも辣腕を振るっている。
荒牧伸志
メカニックデザイナー、演出家。『機甲創世記モスピーダ』のライドアーマーや『メガゾーン23』シリーズのガーランド、『バブルガムクライシス』のモトスレイブといったバイクモチーフの可変メカのデザインを手掛けた。他のメカデザイン担当作品としては『機甲虫隊ビートラス』などが挙げられる。『メタルスキンパニック MADOX-01』で監督（クレジットは「原案・監督」および「メカニックデザイン」）を手がけて以降演出方面でも活躍し、『メガゾーン23 PartIII』でも監督を務めた。
現在ではメカデザインのほかフルCGアニメ『APPLESEED』とその続編『EX MACHINA』の監督を務めているほか、SOLA DIGITAL ARTSではCCOを務めている。
園田健一
デザイナー。大阪での同人活動後、上京して一時期所属。『ガルフォース』や『バブルガムクライシス』といったアートミックを代表する作品でキャラクターとメカ、両方のデザインワークに携わった。
監督兼デザイナーとして手がけた『ライディング・ビーン』は、漫画家としての園田を代表する作品のひとつ『GUNSMITH CATS』の事実上のベースとなった。
夢野れい
デザイナー。園田健一の同人仲間で、その縁から入社。漫画家としても活動していた。『メガゾーン23 PartIII』では物語中でしばしば登場するアミューズメント施設「サイコランド」などのデザインを手がけているが、作品が展開されていたのと同じ時期に漫画単行本『サイコランド』が出版されている。
山根公利
メカニックデザイナー。初めて履歴書を提出して入社している。珍しい所では自身が関わっていない『機甲創世記モスピーダ』が後年に映像ソフト化された際の版権イラスト原画を描いている。
現在はフリーとして活躍。
小泉聰
雑誌編集デザイン。『アートミック・デザインワークス』など、バンダイ発行のものを中心に自社作品のムックで編集を担当。この他トニーたけざきの漫画『A.D.POLICE 25:00』にも編集者として携わっている。『バブルガム・クラッシュ!』ではプロデューサーを務めた。
企画会社ダーツを経て現在フリー、吉祥寺怪人（きっしょうじ かいと）名義で作品企画や雑誌・書籍の編集に携わっている。
村上豊
ロゴデザイン・彩色設計･セルワークなど。『機甲創世記モスピーダ』のアイキャッチや『メガゾーン23』の宣伝などで使われた、キャラクターシルエットを生かしたスタイリッシュなロゴも村上の手による。
アートミック倒産後は1998年4月17日に有限会社エム・クリエイトを設立し、個人でアートミックの負債を返済した。2005年6月29日、病没。享年58歳。その後、エム・クリエイトは2代目社長が引き継いだが、2019年5月31日をもって解散している。
窪田正義
『モスピーダ』や『メガゾーン23』（PartI）でメカ・スーパーバイザーとして携わった後に独立。他には『マクロス』のプラモデルをバンダイが再発売した際に同梱されたリーフレット（模型制作の簡単なアドバイスなどが記述されたもの。挿絵は園田健一が担当）を手がけた。現在は六月十三のペンネームでアニメやゲームのプランナー・プロデューサーとして活動中。代表作『卒業 〜Graduation〜』、『センチメンタルグラフティ』など。
宮尾岳
『機甲虫隊ビートラス』のキャラクターデザインや『モスピーダ』の版権イラスト、『メガゾーン23』（PartI）のメカニックデザインおよびイメージボードなどを手がけた後に独立。やまとから発売された「1/15完全変形ガーランド　ファクトリーカラー」は、宮尾が第1作展開当時に描いたガーランドのロールアウト直後をイメージした彩色イラストのカラーリングをモチーフとした商品である。
窪田の関わったメディアミックス作品『魔物ハンター妖子』のキャラクターデザインなどを経て、現在は漫画家として活躍。
宮尾の描いた『メガゾーン23』のイメージボードは、アートミック倒産後にそのほとんどがYahoo!オークションに出品されてしまい、散逸した。
中西明
『モスピーダ』に関わった後、独立。少年キャプテン誌で来留間慎一のペンネームで漫画家としてデビューし、アクションを機軸とした作品を発表。現在は主に秋恭摩名義で、アニメ・特撮作品のデザインワークなどでも活躍している。